# Waterbeheer in België
Waterbeheer is het totaal aan activiteiten die tot doel hebben om het grond- en oppervlaktewater zo goed mogelijk te beheren. Door klimaatverandering, zeespiegelstijging, bodemdaling en een toenemende druk op de schaarse beschikbare ruimte is er wereldwijd sinds de jaren negentig van de vorige eeuw een toenemend bewustzijn van de noodzaak om anders om te gaan met water.
Het waterbeleid is in België sedert de staatshervorming van 1980 een gewestelijke bevoegdheid. De federale overheid is enkel nog bevoegd voor de Kustwateren, en voor bepaalde aspecten van veiligheid en productcontrole.

## Grondwater
Uit het Europees onderzoek Under the Surface in 2024 bleek de situatie van meerdere dieperliggende grondwaterreservoirs of waterlichamen in de Belgische bodem problematisch, meer bepaald onder Oost- en West-Vlaanderen, de Noorderkempen en Noord-Limburg, en onder het Waals industrieel bekken, op de as Bergen-Charleroi-Luik.

## Drinkwatervoorziening
De drinkwatervoorziening is van oorsprong gemeentelijk of intercommunaal, en daardoor gespreid over tientallen bedrijven, verenigd in de koepelorganisaties AquaFlanders voor Vlaanderen, Aquawal voor Wallonië, en Vivaqua voor Brussel.

## Vlaanderen
Het waterbeleid in Vlaanderen steunt op het Decreet Integraal Waterbeleid, in uitvoering van de Europese Kaderrichtlijn Water en de Overstromingsrichtlijn. Het decreet voorziet onder meer een verplichte watertoets om het bouwen in overstromingsgevoelige gebieden te stoppen.
Ambtelijk overleg gebeurt binnen de Coördinatiecommissie Integraal Waterbeleid, een overlegplatform van de diverse beleidsdomeinen en bestuursniveaus die bij het waterbeleid betrokken zijn. Ook de waterbedrijven nemen deel aan het overleg.
In Vlaanderen is de Vlaamse Milieumaatschappij (VMM) verantwoordelijk voor de uitvoering van, en controle op het waterbeheer in de ruime zin: dus zowel oppervlakte-, grond- als leidingwater. Voor de kwaliteitscontrole van oppervlaktewater, afvalwater, overstorten en waterbodem beheert de VMM meetnetten, die online kunnen geraadpleegd worden via het geoloket.

### Waterafschakelplan
Reeds in 2017 werkte de Vlaamse Milieumaatschappij aan een waterafschakelplan om de prioriteiten te regelen in geval van waterschaarste. Een voorlopig afschakelplan werd in de zomer van 2018 gehanteerd door de toen ingestelde Droogtecommissie, en in april 2019 geëvalueerd door de Coördinatiecommissie Integraal Waterbeleid, het overlegplatform van de Vlaamse overheid. In het plan zou voorrang gegeven worden aan het vermijden van onomkeerbare schade aan de infrastructuur, de openbare watervoorziening, de energievoorziening en onomkeerbare schade aan de natuur. Daarna volgde het drinkwater voor vee en daarna de mogelijkheid om op regionaal niveau landbouw, industrie, recreatie of natuur voorrang te geven. Het plan, dat alle soorten water omvat, dus zowel oppervlakte-, grond- als leidingwater, zou tegen 2020 operationeel moeten zijn. Werkgeversorganisatie VOKA-Limburg waarschuwde voor de risico’s en nadelen van het “droogleggen” van bedrijven, en deed enkele concrete voorstellen inzake waterbeheer. In 2020 werd in dit verband gesproken over een “Afwegingskader prioritair watergebruik tijdens droogte”, waarover in april 2021 het beleidsondersteunend rapport “Uitwerking reactief afwegingskader” werd gepubliceerd.
In Nederland verlopen noodmaatregelen bij waterschaarste volgens een “verdringingsreeks”.

### Blue Deal
In juli 2020 lanceerde de Vlaamse Regering op voorstel van minister Zuhal Demir onder de naam Blue Deal een overkoepelend programma in de strijd tegen waterschaarste en droogte. Het plan beoogt zowel de coördinatie van een aantal betrokken spelers, als een bundel investeringen, gespreid over meerder jaren. Voorbeelden in natuurgebieden zijn de vallei van de Kikbeekbron.
Critici noemen Blue Deal een stap in de goede richting, maar betwijfelen of het zal volstaan om de komende waterproblematiek op te vangen.

## Brussels Gewest
Waterbeheer valt onder de verantwoordelijkheid van de Brusselse Regering. In de praktijk is het de taak van de overheidsdienst Leefmilieu Brussel om de toepassing te coördineren van het Brussels Waterbeheerplan, in overleg met Vivaqua, de maatschappij voor (afval)waterbeheer Hydria (tot 2021 de BMWB), de Haven van Brussel, en met alle andere natuurlijke en rechtspersonen die betrokken zijn bij het waterbeheer in Brussel.

## Wallonië
In Wallonië overkoepelt de overheidsadministratie SPW Agriculture, Ressources naturelles et Environnement alle aspecten van het waterbeleid. De drinkwatervoorziening wordt verzorgd door de Société wallonne des eaux en 19 andere waterleidingbedrijven, verenigd in de koepel Aquawal. Het afvalwaterbeheer valt onder de Société publique de gestion de l'eau (SPGE). De stroomgebiedplannen voor Schelde en Maas zijn goedgekeurd door de Waalse regering.

## Europese regelgeving
Op grond van de Europese Kaderrichtlijn Water uit 2000 zijn de lidstaten (in België: de gewesten) verplicht beheerplannen op te stellen. Zo is Vlaanderen verplicht samen met Nederland de kwaliteit van het oppervlakte- en grondwater in de stroomgebiedsdistricten van de Schelde (waartoe ook het stroomgebied van de IJzer en de Brugse Polders gerekend worden) en het stroomgebied van de Maas uiterlijk in 2015 op orde te brengen. Ook Wallonië en Brussel maakten stroomgebiedsbeheerplannen op voor Schelde en Maas, in uitvoering van de Kaderrichtlijn.